# 戦争めし
『戦争めし』（せんそうめし）は、魚乃目三太による日本の漫画。『ヤングチャンピオン』『ヤングチャンピオン烈』『別冊ヤングチャンピオン』（いずれも秋田書店）において、2015年（平成27年）から同時連載され、2016年（平成28年）以降は『ヤングチャンピオン烈』で連載されている。ウェブコミック配信サイト「チャンピオンクロス」でも2015年に公開され、「マンガクロス」でも2018年（平成30年）から連載されている。戦中の波乱の時代における食事や戦場での食事など、戦争を通じて人々が出会った食事を題材とした作品であり、1話から数話で完結する短編オムニバスである。当初は短期集中連載の企画であったが、予想外の反響を得られたことなどにより、長期連載となった。2018年にはテレビドラマ化されて、NHK BSプレミアムで『ドラマ×マンガ 戦争めし』として放映された。

## あらすじ
※ オムニバス作品のため、複数のメディアで取り上げられ、後述のテレビドラマでも取り入れられている、単行本第2巻第1話「真夏のおでん」のあらすじのみを、例として述べる。
ある年の8月15日。東京の和食店に、1人の老いた客が訪れ、おでんを注文する。店主は、猛暑の最中に珍しいと思いつつ、おでんを出す。客は、テーブルの上のおでんのそばに荷物を置いたまま、おでんに手をつけず、大泣きし始める。店主が驚いて事情を尋ね、客は事情を話し始める。
その客・前田郁夫は、70年前の戦中に徴兵され、日本国外の戦地へ配属された。死と隣り合わせの苦境の中、前田は同郷の橋本悟という男と知り合い、兄弟のように親しくなった。しかし前田たちの師団は敵軍の猛攻に遭い、橋本も瀕死の重傷を負った。橋本はうわ言で「おでんが食べたい」と言い出した。前田は料理の経験など皆無だが、必死に、わずかの食料と水を飯盒で煮た。到底おでんとは呼べない代物であったが、橋本はそれを口にして「美味しいよ」と言い残し、絶命した。
前田は90歳を迎えた終戦記念日に、飯盒を携えて上京、復員して以来ずっと食べていなかったおでんを注文したものの、橋本への申しわけなさで、食べられずにいたのだった。前田の持っていた荷物は、橋本と死別して以来、ずっと持っていた橋本の飯盒であった。
店主は事情を知って、もらい泣きしつつ「いい考えがある」と、飯盒におでんを入れて温め直し、前田に勧める。前田の前に橋本の幻が現れる。大泣きする前田と、大笑いする橋本が、「あのおでんは不味かった」「今日のおでんはうまい」と言い合いながら、おでんを囲む場面で、物語が終わる。

## 作風とテーマ
1話から数話で完結する短編オムニバスである。戦争と食事の関りが題材であり、戦中で死と隣り合わせの状況の兵士たちを救った食べ物や、身近な食事の由来にまつわる戦中のエピソードなどが描かれている。肉じゃが、おにぎり、寿司といった身近な食べ物や料理が、戦争と深い縁にあるという話や、「戦艦大和でラムネが作られていた」「金属類回収令によって豆腐作りが困難になった」など、知名度の低い事実を取り上げた話も掲載されている。各話の主人公はすべて庶民であり、前線の兵士から銃後の母子まで、喜怒哀楽の物語が収録されている。
物語は基本的に、史実をもとにして、魚乃目が脚色を行なっている。フィクションもあれば、ノンフィクションもある。ノンフィクションとしては、フランス料理シェフの村上信夫がシベリア抑留中にリンゴでパイナップル風のデザートを作った話「極寒のパイナップル」や、後述の漫画家ちばてつやの実体験である「ちば少年の引き揚げめし」が挙げられる。単行本第6巻「戦地の寿司職人」は、新潟県十日町市の寿司店「松乃寿司」の創業者の戦争体験であり、思いがけず同店の3代目店主から、祖父の生きた証しを残したことの礼が届いたという。単行本第2巻「出兵前夜の善哉」は、作者の魚乃目自身が祖母から聞かされた話がもとになっており、大阪出身である祖母に合わせて、漫画の舞台も大阪に設定されている。
絵柄は、戦争と対極にあるように、暖かみを感じさせる優しい描写が特徴である。これは、生々しい描写が避けられがちな風潮を懸念して、子供や若者の手に取ってもらうことを意識したことによる。魚乃目の「好物を食べるときは温かい内に口一杯に頬張りたいために、口が大きくなるはず」との持論から、人物の顔が頬を膨らませて、口が大きく描かれていることも特徴である。一方で、料理はあくまで緻密で、浮かび上がってくるような絵柄で、食指をそそるように描かれている。
作風は「寿司屋に魚を持ち込んで寿司を握ってもらう」という話から、戦地での玉砕を描く暗い雰囲気の話まで、物語によって雰囲気はまちまちである。これは、魚乃目がネームを没にされるたびに題材の方向性を変化させていたためであり、魚乃目は「結果的にエピソードごとの振り幅が広い、バラエティ豊かな内容に仕上げることができた」と語っている。

## 制作背景
魚乃目が本作を制作するきっかけとなったのは、漫画家としての仕事が4コマ漫画1本のみで、生活が立ち行かなくなっていた頃に、テレビで見た元日本兵の絵である。その日本兵が、南方戦線から生還した後に、自身が森の中を逃げ惑っていた姿を思い起こして描いたものであり、服はボロボロ、体は骸骨のようにやせ細り、敵に襲われるかもしれない状況にもかかわらず、手には武器ではなく飯盒を持っている姿であった。魚乃目は最初は「仲間の遺骨を拾って入れているのかと思った」というが、戦争体験者でもある漫画家のちばてつやから、「飯盒があれば水も汲うことも、飯も炊くこともできる。飯盒があれば生きられる」と聞かされ、飯盒の疑問を解くことができた。
この絵の兵士が、第二次世界大戦中のビルマ戦線で旧日本陸軍で行われたインパール作戦の生還者だったことで、魚乃目はインパール作戦のことを調べ始めた。インパール作戦は作戦失敗後、撤退路で多くの将兵が飢餓と病気に倒れており、調べれば調べるほど、無謀な作戦だったことが判明した。魚乃目は、悲惨な体験を描いたその絵には、多くの言葉より伝わるものがあると感じとり、「食べることこそが、生きること」だというメッセージを感じとった。
魚乃目は以前から、戦争を題材とした漫画を描きたいとの気持ちを持っていたものの、人間の死や人間同士の殺し合いは、自分には描けないと考えていた。しかし飯盒を手にしたこの兵の絵がきっかけとなり、「戦中の食の貧しさ、美味しい物を食べたときの喜びなどの心情ならば描ける」と考えられたことで、本作の企画に至った。漫画で戦争を題材にするにあたり、人物に焦点を当てると多くの制約が生まれやすいが、食事に制約を当てると描きやすく、読者に伝えやすいとの考えもあった。
また魚乃目は奈良市出身であり、地元の修学旅行の行先は小学校時代は広島、中学校では長崎が定番であり、戦争体験者の話を聞く機会も多くあるなど、平和教育が盛んな地に育ったことも、戦争を題材とした背景にあった。魚乃目は学生時代は戦争に興味を抱かなかったものの、成人後にテレビで戦争体験を語る高齢者を見て、「漫画で戦時中のことを子供たちに知ってもらいたい」と考えたのだという。
構想を始めた当初は、ネームを描いて出版社に持ち込んでも、「戦争」という題材は取り扱いが困難なことや、「戦争と飢え」「戦争と死」という題材と食事との結びつきが理解されなかったことで、不採用が続いており、ネームがたまる一方であった。しかし2015年、それまでに書き溜めた多くの題材のユニークさが秋田書店に目に留まり、終戦70年という節目の折に「戦後70周年企画」としての雑誌掲載に至った。秋田書店は戦争漫画で多くのヒット作を出していることが、連載に幸いしたとみる向きもある。
連載開始当初は、魚乃目は自身のTwitterで「ど短期集中連載」と語っており、単行本も1冊のみで終了する予定であった。このために単行本第1巻には、「1巻」との巻数表記がない。しかし単行本完成後、馴染みの居酒屋に単行本を見せたところ、店主が内容に好感を示し、戦争と食にまつわる別の話を話し始めた。このことで、他の戦争体験を掘り起こしたいと考えられたことと、反響が予想以上であったことが、本作の続行に繋がり、毎年1冊ずつのペースで刊行が続く人気シリーズとなった。このときに居酒屋で知ったエピソードが、#あらすじで述べた「真夏のおでん」である。
制作に必要な知識は、最初は図書館での調査が中心であったが、後には行きつけの居酒屋で戦争体験者のことを教わったり、編集部に戦争体験者から連絡があったりと、人づてに戦争体験を聞くことが多くなった。2019年（平成31年）には、長崎県が小説家や漫画家を取材旅行に招く事業「描いてみんね! 長崎」の一環で長崎に招かれており、この経緯は単行本6巻に「長崎原爆めし」として、長崎の料理研究家である脇山順子や長崎原爆の被爆者たちの登場する話として、収録されている。2022年（令和4年）には沖縄・本土復帰50年を機として、沖縄恩納村の戦没者遺族会と恩納村立うんな中学校の協力が得られたことで、単行本第8巻に「沖縄戦場めし」が収録されている。
当初は「戦争、平和を描こう」との気持ちで制作を始めたわけではないというが、先述のちばてつやからの激励を受けて、使命感が強くなり「戦争は絶対に駄目だということ。平和をどう維持していくのか」を訴える気持ちとなったという。

## 愛知県桜丘高での活動
愛知県豊橋市の桜丘高等学校は、かねてから平和教育に力を入れていたことから、本作に触発されて、2020年（令和2年）の学園祭で、生徒たちが祖父母たちの戦時中の食事を調べ、戦争の記憶を受け継ぐプロジェクトへの取り組みが行われた。この取り組みの末に、戦中の食生活にまつわるエピソード24話が小冊子『「戦争めし」ガイドブック豊橋』にまとめられ、学内で配布された。
同2020年11月には、魚乃目が桜丘高を訪れ、「桜丘高校の取り組みそのものが『戦争めし』の題材になります。若い10代が語り部として活動しているのはすばらしい」と語った。
このプロジェクトに関わった教員が、この活動結果の漫画での紹介を魚乃目に依頼したところ、魚乃目がそれを快諾したことで、魚乃目と桜丘高の交流や、桜丘高の取り組みの内容が、本作の単行本第7巻に「桜丘の想い灯」と題して収録されている。

## 社会的評価
漫画研究者の吉村和真は、魚乃目を「ここ数年で定評を得てきた人情派食マンガの旗手」と呼び、本作について、魚乃目による温かなドラマ作りの手腕が存分に発揮されているとして、誠実な取材の手腕と共に「戦争体験者たちの優しさとぬくもりに包まれた『戦争めし』の記憶がよみがえってくる」と評価している。
漫画評論家の中野晴行は、戦中は食生活の苦難が伝えられることが多いが、人間が生きるためには食事が不可欠なのは当然であり、さらに単に食べれば良いわけではなく、「美味い物を食べたい」という欲がどこかに残っていることから、「魚乃目はその人間の根底の部分を見事に描き出している」とし、「どのエピソードを読んでも、食べることの大切さが伝わり、極限状態でのドラマに心が震える。飢えなければならない戦争なんてぜったいに嫌だ、という気持ちになる」と述べている。
漫画評論家・映画評論家である石子順は、本作を読んだ感想を「漫画を見て泣くのはいつ以来のことだろう」と述べると共に、兵士たちが戦場を生き抜くために食べる努力を漫画に描いたことのアイディアや、作中の兵士たちが決して格好良い姿でなく、どこにでもいる男たちとして描かれていること、起承転結が明確で「もっと見たい」との思いを残して終わる締めくくりの巧妙さを評価している。
評論家の宮崎哲弥は、魚乃目の丹念な戦争体験の調査や、戦中の極限状態での人々が美味しい食事に出逢ったときの喜びの、如実な描写を評価している。また画風について宮崎は、当初はその画風が戦争の写実に向いていないと予想していたが、実際に読んでみると、その画風が却って迫真性を引き立てているとしている。
フリージャーナリストである里中高志は本作を、グルメ漫画の戦争版としての見方ができる一方で、過酷な戦争の中で人々の心に残る食事が描かれていることから、戦争の中で生まれた人間ドラマを描いた作品としても解釈している。
「このマンガがすごい!」に寄稿する著述家の井口啓子は、本作では戦争の壮絶さが描かれている一方で、人々が貧乏な食事に顔を輝かせる姿も描かれていることで、「『食べること』は、生きることとかぎりなくイコールの行為であると同時に、かけがえのない喜びや希望でもあったことがわかる」とし、その描写に魚乃目の暖かな絵柄が加わることで、「エピソードにきれいごとではないリアルな説得力を与えている」としている。
長崎原爆に関する作品を多く手がけた漫画家の西岡由香は、2021年8月の朝日新聞の企画で、自身と同じく戦後生まれの手による戦争漫画4作品の内の一つとして本作を挙げて、「一人ひとりの物語が胸に迫る」と語っている。
お笑いコンビのサンドウィッチマンの伊達みきおは、テレビ番組『アメトーーク!』（テレビ朝日系）の2022年8月放送の企画「グルメ漫画サミット」で、「泣きたいときに読むグルメ漫画」として本作を挙げた。中でも、単行本第1巻「幻のカツ丼」で、戦地で兵士たちが涙を流しながらカツ丼を食べるエピソードを指して、「すごくいい話」と語っている。
後述のテレビドラマの主演俳優である駿河太郎は「学べることが本当に多い」「戦争というと暗いストーリーを思い描く方もいらっしゃるでしょうが、現代に繋げられる優しい作品です」と評価している。ドラマで共演した壇蜜も、単行本第2巻「東京大空襲と鰻」で、鰻屋の妻が店の命ともいえるタレを戦中も守り抜きつつ死亡し、家族がその味を受け継いでゆく話を指して、「最後には必ず救いがあるんですよね」「前向きな気持ちが描かれている。そういう救いの部分を色濃く描いてくれてるので、また読みたいという気持ちになります」「忘れかけていた『豊かさ』に気付かされる」と、本作の魅力を語っている。
「極限状態で痛感させられる食べ物の貴重さ。それを作り、食べる人間の力、さらには平和の尊さが伝わってくる」「食べることは生きること。食の力に気付かせてくれる」などの意見も寄せられている。単行本の累計発行部数は、2021年7月時点で35万部に達している。

## 書誌情報
- 魚乃目三太 『戦争めし』 秋田書店〈ヤングチャンピオン・コミックス〉、既刊11巻（2025年7月18日現在）
  1. 2015年8月15日発行（2015年8月7日発売[3]）ISBN 978-4-253-14320-2
  2. 2016年8月1日発行（2016年7月20日発売[3]）ISBN 978-4-253-14331-8
  3. 2017年8月1日発行（2017年7月20日発売[3]）ISBN 978-4-253-14377-6
  4. 2018年8月1日発行（2018年7月20日発売[3]）ISBN 978-4-253-14401-8
  5. 2019年7月25日発行（2019年7月19日発売[52]）ISBN 978-4-253-14416-2
  6. 2020年8月15日発行（2020年8月6日発売[53]）ISBN 978-4-253-14418-6
  7. 2021年7月25日発行（2021年7月19日発売[42]）ISBN 978-4-253-14462-9
  8. 2022年8月1日発行（2022年7月20日発売[54]）ISBN 978-4-253-14466-7
  9. 2023年8月1日発行（2023年7月20日発売[55]）ISBN 978-4-253-14468-1
  10. 2024年8月1日発行（2024年7月19日発売[56]）ISBN 978-4-253-14471-1
  11. 2025年7月25日発行（2025年7月18日発売[57]）ISBN 978-4-253-14477-3

## テレビドラマ
終戦記念日を迎える2018年8月に、NHKが戦争と平和について考える様々な番組を集中放送する中の一つとして、NHK BSプレミアムで、2018年（平成30年）8月11日に単発ドラマとして放送された。
実写ドラマと漫画を交えて進行する作品であり、ドラマ部分は魚乃目をモデルとした現代の漫画家のドラマオリジナルのエピソード、漫画部分は魚乃目による『戦争めし』や書き下ろしに、音声や映像効果を加えて描かれる。ドラマ部分は原作漫画ができるまでのエピソードであり、漫画部分は戦争の再現ドラマとしての役目も果たしている。

### あらすじ（ドラマ）
2018年。売れない漫画家の山田翔平は、行きつけの小料理屋の女将の佐藤みつ江から、身近な料理の由来に戦争が関係しているという、意外な事実を知らされる。山田は戦争を食事から捉える漫画の企画を練るが、担当編集者の井澤奈緒はその企画を採用しない。山田は諦めず、群馬の戦争経験者である吉井耕三らに取材を続け、様々な食事が戦争に翻弄されていることを知ってゆく。

### キャスト
山田 翔平
演 - 駿河太郎
主人公。売れない漫画家。魚乃目三太がモデル。
井澤 奈緒
演 - 壇蜜
山田の担当の編集者。
佐藤 みつ江
演 - 草笛光子
山田の行きつけの小料理店の女将。
岩本 英治
演 - 温水洋一
みつ江の小料理店の常連客。
西本 恵一
演 - 佐野岳
山田の取材を受けるワイン醸造所工場長。
小川 芳美
演 - 江上敬子（ニッチェ）
鰻屋の店主。
吉井 耕三
演 - 田中泯
群馬で農業をしている戦争体験者。
前田 郁夫
演 - 車だん吉
みつ江の小料理店を訪れる客。戦争体験を持つ。

### スタッフ
- 原案・漫画提供 - 魚乃目三太[63]
- 音楽 - 浅草ジンタ[63]
- 脚本 - 山咲藍[17]
- 編集 - 増田嵩之、石川舞[58]
- 演出 - 平体雄二[61]
- プロデューサー - 木學卓子[61]
- 制作統括 - 稲毛重行、小山靖史、宮田幸太郎[61]
- 制作 - NHKエンタープライズ[65]
- 制作・著作 - NHK、スタジオブルー[65]

### 主題歌
- エンディングテーマ：BEGIN「飛んで火に入る腹の虫」[65]

BEGINが本作のために書き下ろした曲である。ドラマ放映の4年後、BEGINの上地等は魚乃目からの取材に対して、自身の出身地である石垣島の祖母の戦争体験を話しており、このエピソードは単行本第9巻に「僕のオバーと爆弾鍋」として収録されている。このエピソードはBEGINの「オバー自慢の爆弾鍋」として楽曲化もされており、この曲をもとにした同名のテレビドラマも放映された。

### 製作
番組プロデューサーの木學卓子（NHKエンタープライズ）は、長年にわたって戦争ドキュメント番組の制作に携わっていたが、10代から20代が戦争に興味がなく「戦争離れ」が著しいことに懸念を抱いており、「戦争とごはん」という切り口なら若い世代が関心を持つ可能性があると考えられたことが、本作の製作につながった。漫画をドラマ化するにあたり、原作者である魚乃目三太から「これだけは活かして」「ここを強調して」といった注文はなかったが、史実に基づく再検証の作業が数度にわたって行われた。
主人公の山田翔平を演じた駿河太郎は、漫画家という設定にもかかわらず、自身曰く「僕は本当に絵が下手」であり、漫画を描く場面では「僕にやらせないでください」とお願いしたという。そのために山田がパソコンで漫画を作画する場面では、隣の部屋で魚乃目が漫画を描き、Bluetoothを通じて、駿河がパソコン画面でその漫画をなぞることで、漫画制作の画面を再現した。
このドラマ化を機として、同2018年7月には、原作漫画の過去の作品から選ばれた7作と、単行本未収録の5作を収めた特装版『漫画 戦争めし 〜命を繋いだ昭和食べ物語〜』が発行された。